# 北栄町立北条小学校
北栄町立北条小学校（ほくえいちょうりつ ほうじょうしょうがっこう）は鳥取県東伯郡北栄町にある公立小学校。

## 沿革
1873年（明治6年）、松神学校・土下支校及び江北学校が開校し、その後の沿革により北条町立下北条小学校及び北条町立中北条小学校となる。1961年、両校の統合により北条町立北条小学校が開校した。2005年10月1日、北栄町の発足により現在の校名となった。

### 年表
- 1961年（昭和36年）4月1日 - 北条町立下北条小学校及び北条町立中北条小学校の統合により北条町立北条小学校が開校
- 1963年（昭和38年）
  - 4月1日 - 北条町大字国坂680番地に本館竣工
  - 8月28日 - 校歌制定（作詞：吉田啓文、作曲：鈴木恭彬）[3]
- 1970年（昭和45年）
  - 11月27日 - 寄生虫予防優良校として受賞
  - 12月14日 - よい歯のコンクールにて県1位に入選
- 1971年（昭和46年）12月24日 - 健康優良児入選
- 1975年（昭和50年）5月25日 - 交通自治会県表彰
- 1980年（昭和55年）9月6日 - 交通安全優良校として県表彰を受ける
- 1984年（昭和59年）
  - 11月15日 - 保健・体育優良校として、文部省・全日本学校体育研究連合会より表彰を受ける
  - 12月4日 - 学校保健､学校安全教育の普及向上により県教委・県学校保健会より表彰を受ける
- 1986年（昭和61年）11月 - 日本PTA全国協議会より優良PTAとして全国表彰を受ける
- 1987年（昭和62年）11月21日 - 学校給食優良校として文部大臣表彰を受ける
- 1994年（平成7年）10月18日 - 学校基本調査文部大臣より表彰を受ける
- 1997年（平成9年）3月1日 - 鳥取県科学技術教育研究優秀賞受賞
- 2005年（平成17年）10月1日 - 北栄町立北条小学校に改称
- 2013年（平成25年）4月1日 - 目指す子ども像に『やさしく・かしこく・たくましく』を設定

## 通学区域
カッコ内は小字などを表す。
- 北栄町[4][5]
  - 松神
  - 下神（さつきヶ丘団地）
  - 曲
  - 弓原（弓原浜）
  - 北尾
  - 北条島（向山団地）
  - 米里
  - 田井
  - 国坂（国坂東、国坂浜、国坂中団地、中央団地、大野）
  - 江北（江北浜、みどり一区・みどり二区、みどり西団地、みどり南団地、東新田場、西新田場、さくら団地、小河原団地）

## 交通
- 日交バス「国坂」より徒歩3分

## 進学先中学校
- 北栄町立北条中学校[4]